# Forze armate italiane
Le forze armate italiane (generalmente abbreviato FF.AA.) sono l'insieme delle componenti militari della Repubblica Italiana.
Nate a seguito dell'unità d'Italia, hanno visto numerosi cambiamenti durante la loro storia. Con l'avvento del XXI secolo l'Arma dei Carabinieri, fino ad allora un'Arma dell'Esercito Italiano, è divenuta dal 2000 forza armata autonoma; l'emanazione poi della legge 23 agosto 2004, n. 226 ha determinato la sospensione alle chiamate del servizio militare in Italia a partire dal 2005, accanto a un processo di riforma generale accompagnato da una progressiva riduzione di effettivi.
Attualmente le forze armate della Repubblica Italiana operano sia nel territorio nazionale che in altri Stati del mondo, in quest'ultimo caso sotto egida dell'Organizzazione delle Nazioni Unite, della NATO (di cui l'Italia fa parte dal 1949), dell'Unione europea, o nell'ambito di missioni militari multinazionali di pace, congiuntamente o meno assieme ad altre forze armate straniere. Dal 2021 si sono aggiunte le componenti operative nell'ambito cibernetico, con la creazione del Comando per le operazioni in rete.

## Storia

### Il Regno d'Italia e il Regio esercito
Con l'unità d'Italia, l'Esercito e la Marina sabaudi inglobarono le forze degli altri Stati preunitari, dando vita al Regio Esercito e alla Regia Marina. Fu anche introdotto il servizio militare di leva obbligatorio per tutti i cittadini di sesso maschile.
Per contrastare il brigantaggio postunitario italiano fu poi creato un apposito corpo, la Guardia nazionale italiana, sciolta nel 1876. Inoltre ià verso la fine del XIX iniziano le prime missioni militari internazionali, come ad esempio quella del corpo di spedizione italiano in Cina per proteggere la concessione italiana di Tientsin.

### Il fascismo, la Regia Aeronautica e la "Milizia Volontaria per la Sicurezza Nazionale"
Nel marzo 1923 si giunse all'istituzione di una terza forza armata, la Regia Aeronautica: ad essa vennero affidate tutte le forze aeree militari del Regno e delle colonie, sia del Regio Esercito sia della Regia Marina.
Con Regio Decreto del 4 agosto 1924 la M.V.S.N., che fino ad allora aveva compiti di gendarmeria, entrò a far parte delle forze armate statali, per cui le Camicie Nere prestavano giuramento al re e non più al Partito fascista, e la Milizia divenne la quarta forza armata italiana. Fu sciolta nell'agosto 1943, dopo la caduta del fascismo.

### Il secondo dopoguerra, la riorganizzazione e le missioni internazionali
Dopo la fine della seconda guerra mondiale in Italia e con la nascita della Repubblica Italiana gli Alleati emanarono le "Direttive temporanee sull’organizzazione, sull’addestramento e sull’impiego dell’Esercito Italiano" (in vigore dal 14 novembre 1945 fino al 1947), attuate col riassetto stabilito dalla Stato Maggiore dell'Esercito nel marzo 1946, in base tali atto era prevista l'istituzione a livello locale di un "comando militare territoriale", dai quali dipendeva un centro addestramento reclute, quest'ultimo preposto all'addestramento dei militari di leva. mentre l'aeronautica e la marina militare furono dotate di proprie strutture dedicate. 
Nel 1947 con l'istituzione del Ministero della difesa (unificando i precedenti ministeri della guerra, della marina e dell'aeronautica), le forze armate si articolavano in tre differenti settori tradizionali, ciascuno dei quali costituiva una forza armata: l'Esercito Italiano (che annoverava prima fra le proprie Armi l'Arma dei Carabinieri), la Marina Militare (con alle dipendenze il Corpo delle capitanerie di porto), l'Aeronautica Militare Riprende inoltre l'impegno internazionale: tra le prime missioni delle forze armate repubblicane vi è stata la missione Italcon Libano, agli inizi degli anni '80.

### Le riforme degli anni 1990, gli anni 2000 e la sospensione della leva
A partire dagli anni '90 le forze armate iniziarono un lento processo di riforma, con l'istituzione delle figure nel 1993 del volontario in ferma breve e nel 1999 con quella del volontario in ferma annuale. Il servizio militare femminile, su base volontaria, è stato introdotto nel 1999, n. 380, e l'anno successivo partirono i primi arruolamenti. Dagli anni 2000 inoltre le forze italiane sono stato oggetto di varie riforme; nell'anno 2000 l'Arma dei Carabinieri ha assunto il rango di "forza armata" autonoma, mantenendo pressoché inalterati struttura, compiti e la duplice dipendenza dal Ministero della difesa e dal Ministero dell'interno. Tra le altre riforme più importanti sono da ricordare la legge 23 agosto 2004, n. 226 che ha provveduto alla sospensione, in tempo di pace, delle chiamate di leva al servizio militare, il d.lgs. 15 marzo 2010, n. 66 che ha raccolto la disciplina normativa principale delle forze armate e il d.lgs 29 maggio 2017, n. 94 che riordinò i ruoli e le carriere del personale.

## Classificazione

### Forze armate
Sono attualmente costituite da tre forze armate e un'arma con rango di forza armata:
- Esercito Italiano - componente terrestre
- Marina Militare - componente navale
- Aeronautica Militare - componente aerea
- Arma dei Carabinieri - componente terrestre avente funzioni speciali di gendarmeria con funzioni di polizia militare, concorrente alla difesa integrata del territorio nazionale[9]
- Guardia di Finanza - componente terrestre e navale, con competenza generale in materia economica e finanziaria, avente funzioni di gendarmeria ed esclusivi di sicurezza in mare, e funzioni speciali di polizia militare all'interno del corpo; anch'essa è integrata nella difesa del territorio nazionale.

### Corpi ausiliari
- Corpo militare volontario della Croce Rossa Italiana
- Corpo delle infermiere volontarie della Croce Rossa Italiana
- Corpo speciale volontario ausiliario dell'Esercito Italiano dell'Associazione dei cavalieri italiani del Sovrano militare Ordine di Malta
- Corpo delle infermiere volontarie dell'Associazione dei cavalieri italiani del Sovrano militare Ordine di Malta (in quiescenza)
- Ordinariato militare per l'Italia

L'inserimento, inoltre, di varianti organizzative tipiche delle grandi aziende civili, infatti, hanno reso quella delle forze armate una struttura organizzativa cosiddetta line and staff, in cui, accanto ai tipici e storici rapporti di dipendenza gerarchica (line), verticali, che si traducono essenzialmente nella natura dell'ordine militare, si sono progressivamente inserite nuove e moderne modalità organizzative "di staff", che affiancano i responsabili delle varie entità organizzative (i "comandanti") come organismi di elaborazione delle informazioni e di consulenza tecnica specifica, con l'applicazione dei moderni principi di processo decisionale.

## Organizzazione
Dal punto di vista gerarchico le funzioni di comando nelle forze armate italiane sono ricoperti da:
- Comandante in capo (ruolo ricoperto dal Presidente della Repubblica Italiana);
- Consiglio supremo di difesa (organo collegiale presieduto dal Presidente della Repubblica);
- Ministro della difesa (massimo organo gerarchico e disciplinare, preposto all'amministrazione militare e civile della difesa);
- Capo di stato maggiore della difesa (più alta autorità militare delle Forze armate e responsabile dell'area tecnico-operativa del Ministero della difesa);
- Segretario generale della difesa e direttore generale degli armamenti (svolge funzione duale, sia come responsabile dell'area tecnico-amministrativa sia come responsabile dell'area tecnico-industriale del Ministero della difesa).

### Organi politici

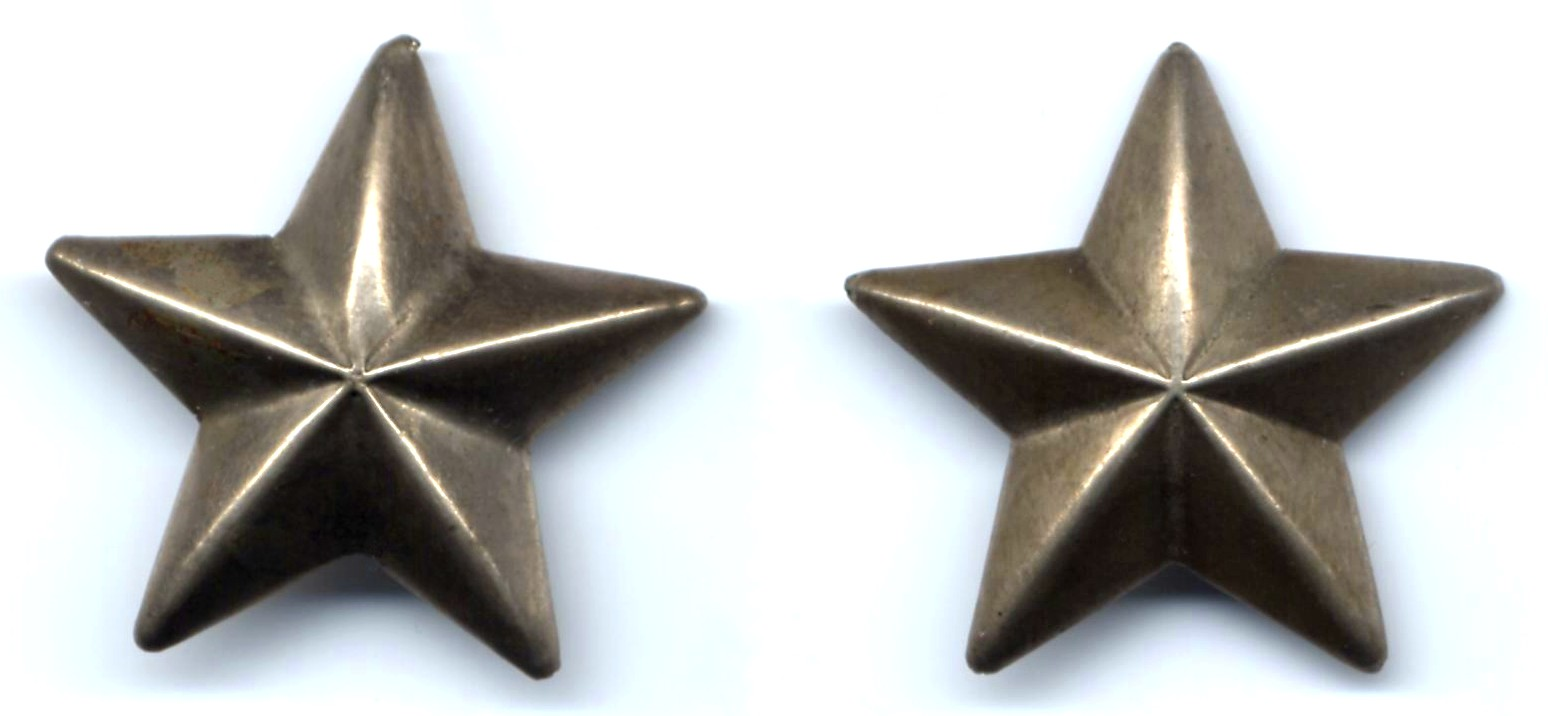
Le stellette a cinque punte, simbolo delle forze armate italiane

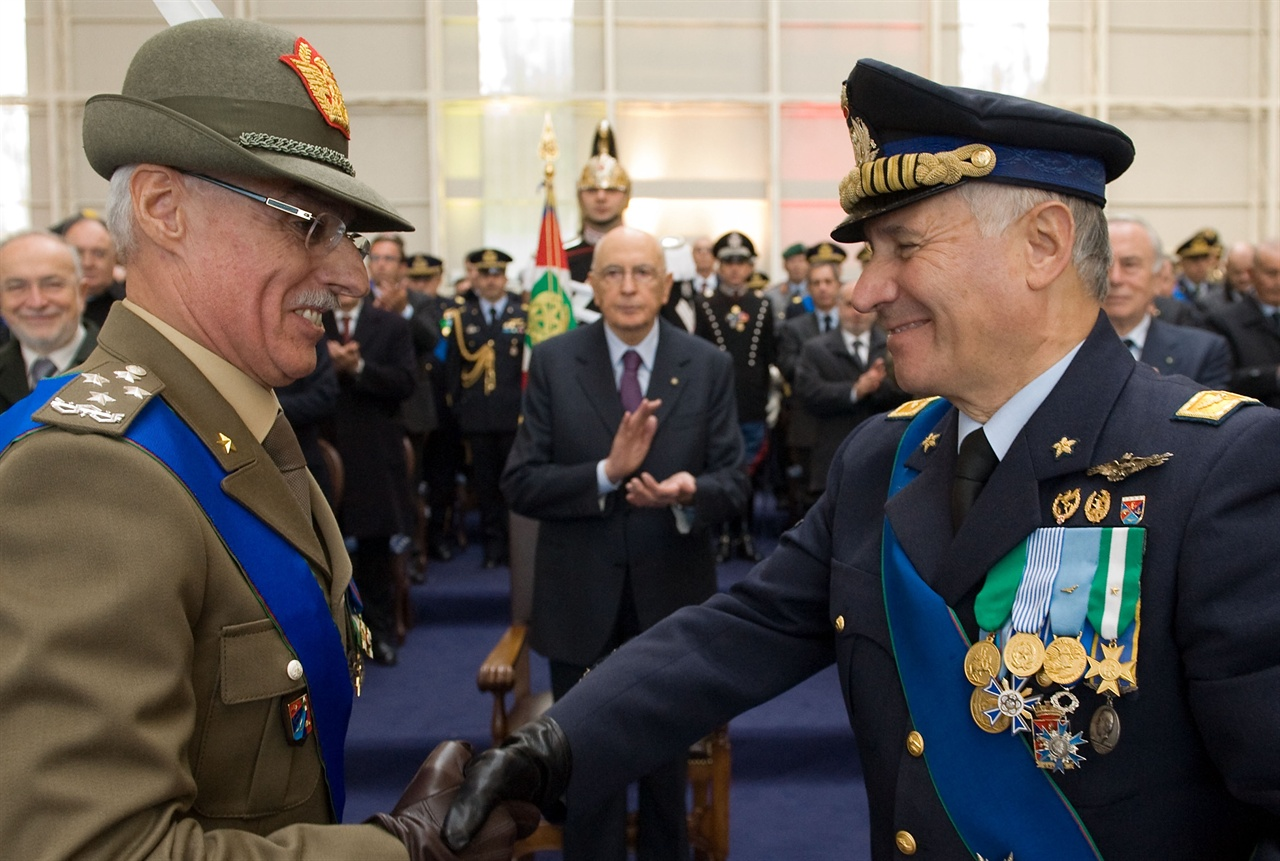
La cerimonia di avvicendamento tra Biagio Abrate, ex capo di stato maggiore della difesa sulla sinistra, e il suo predecessore Vincenzo Camporini

Il Presidente della Repubblica, come sancisce l'articolo 87 della Costituzione della Repubblica Italiana:
In tale ruolo, derivante dalla sua caratterizzazione come "Capo dello Stato e rappresentante dell'unità nazionale", egli presiede il Consiglio supremo di difesa, organo di indirizzo generale per la difesa dello Stato, e si avvale di appositi consiglieri militari per le questioni inerenti alle forze armate.
L'indirizzo tecnico-politico delle forze armate viene però dal Ministro della difesa, che "è preposto all'amministrazione militare e civile della difesa", di cui è il "massimo organo gerarchico e disciplinare".
Dal Ministero della difesa, guidato dal ministro della difesa, dipende l'ufficio di gabinetto, due sottosegretari, due uffici centrali, il capo di stato maggiore della difesa che rappresenta il vertice dell'organizzazione tecnico-operativa e, sulla base delle direttive impartite dal ministro, pianifica, predispone ed impiega le forze armate nel loro complesso; ed il segretario generale della difesa che è anche Direttore nazionale degli armamenti (al vertice dell'organizzazione tecnico-amministrativa).

### Organi militari
Dal punto di vista militare, abbiamo il capo di stato maggiore della difesa che presiede lo stato maggiore della difesa, il massimo organo gerarchicamente superiore a tutto il personale militare italiano e coordina i capi di stato maggiore delle singole forze armate, il comandante generale dell'Arma dei carabinieri (limitatamente ai compiti militari) e, per le attribuzioni tecnico-operative, il segretario generale della difesa. Egli pianifica, predispone e dirige le operazioni nonché le esercitazioni interforze e multinazionali e le attività connesse attraverso il Comando operativo di vertice interforze. Riguardo al coordinamento per le forze speciali italiane, è investito invece il Comando interforze per le operazioni delle forze speciali.
Un capo di stato maggiore è al vertice di ogni forza armata, che a sua volta si articola in ulteriori "elementi" diversamente denominati aventi ciascuno proprie finalità e struttura ordinativa, raggruppati talora in organi centrali e di vertice, organi territoriali, organi scolastici, di istruzione, addestramento e di formazione, organi operativi e organi logistici con compiti tecnici, giuridici, amministrativi, di sostegno e sperimentazione. Un "comitato dei capi di stato maggiore" è organo di consulenza del capo di stato maggiore della difesa, che lo presiede.
Dal punto di vista operativo, le attività sono poste in capo a vari comandi, al vertice dei quali vi è lo stato maggiore della difesa e i suoi comandi operativi interforze.
Il coordinamento e la supervisione sulla logistica e relative attività spettano invece ai comandi logistici, uno per l'Esercito, uno per la Marina e uno per l'Aeronautica.

## Componenti principali

### Esercito Italiano

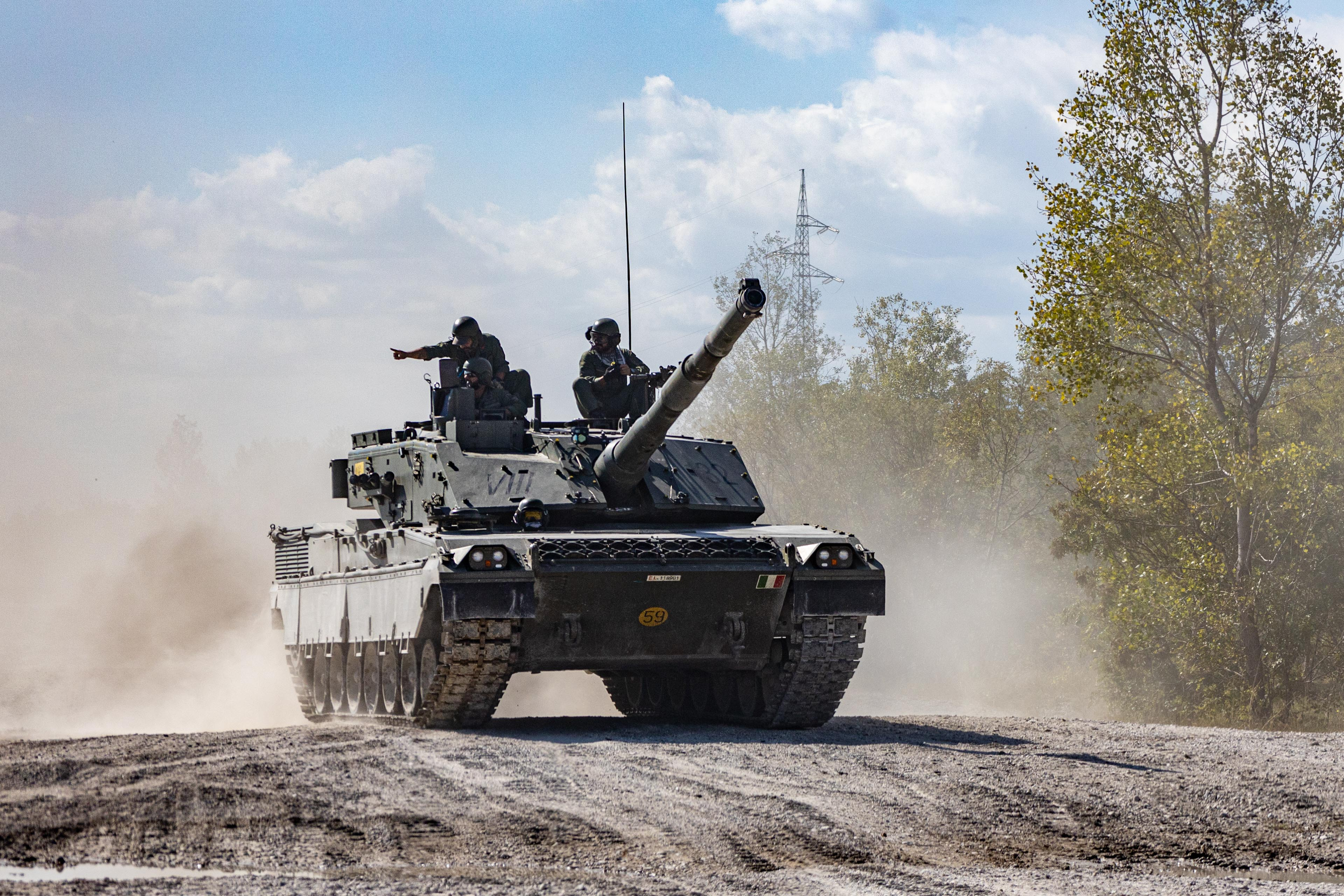
Un carro armato da combattimento Ariete

Nato come Regio Esercito, dall'unificazione dell'Armata sarda con gli altri eserciti degli Stati preunitari italiani, per decreto del 4 maggio 1861, l'Esercito Italiano contava nel 2019 su un organico di 100.000 unità. Suoi corpi ausiliari sono il Corpo militare della Croce Rossa Italiana e il Corpo militare dell'ACISMOM.
Dispone di carri armati, autoblindo, veicoli da combattimento della fanteria e semoventi d'artiglieria, inoltre ha una sola specialità che racchiude le forze aeree: l'Aviazione dell'Esercito. La formazione del personale è affidata al Comando per la formazione, Specializzazione e Dottrina dell'Esercito, che si avvale del Comando formazione e Scuola di applicazione da cui dipendono Accademia militare, Scuola sottufficiali, Reggimenti addestramento volontari e Scuola lingue estere esercito. Le unità di forze speciali dell'Esercito dipendono dal Comando forze speciali esercito.

### Aeronautica Militare

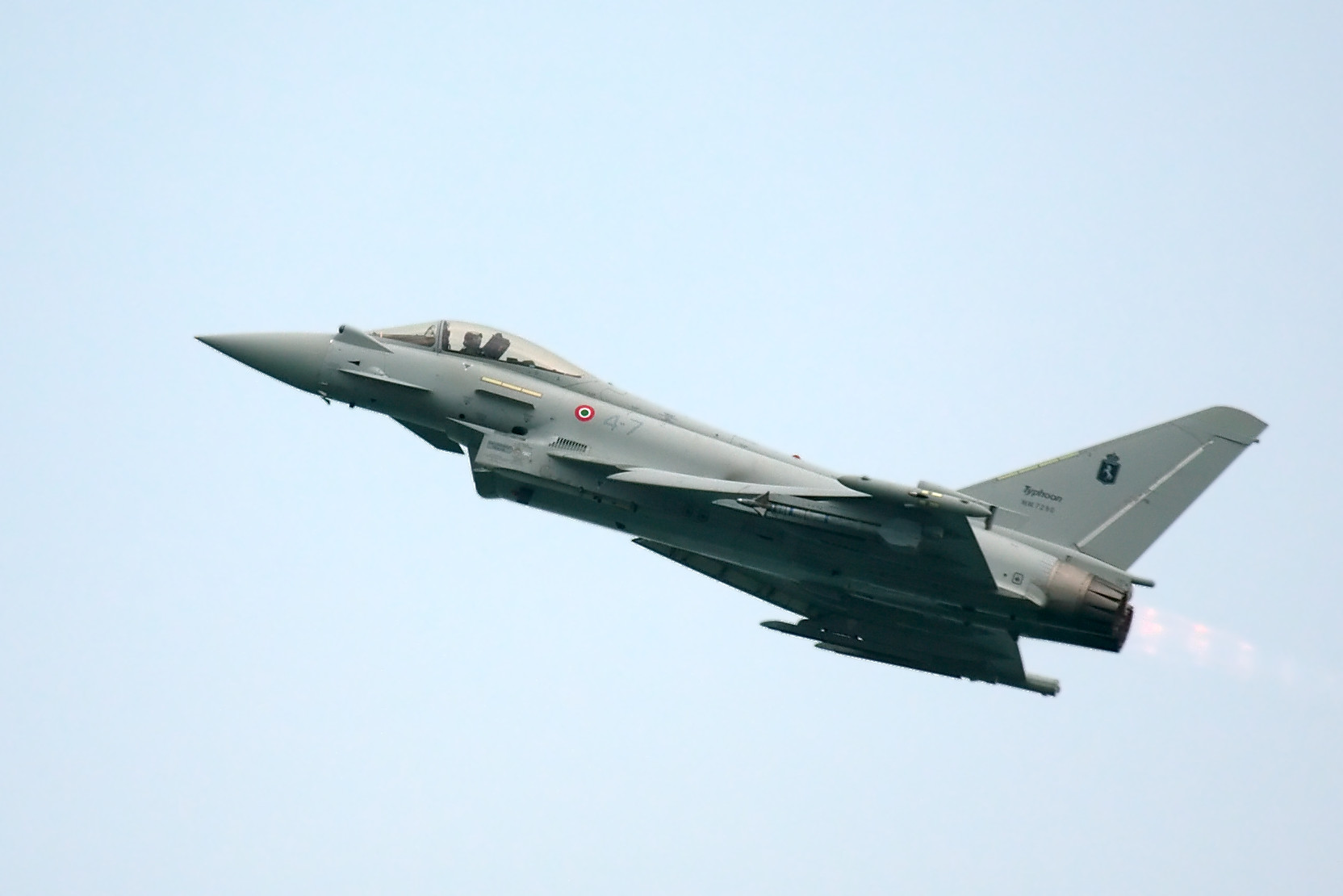
Un EF 2000 in volo.

Nata nel 1923 come Regia Aeronautica, l'Aeronautica Militare è la terza forza armata dello Stato (in ordine di anzianità di costituzione, e la più giovane come fondazione), con un organico di 41.000 effettivi nel 2019. Ad essa sono devolute le operazioni di difesa aerea del territorio e degli interessi nazionali, nonché quelle di trasporto aereo.
In passato si è anche occupata del controllo del traffico aereo nello spazio aereo nazionale. Per lo svolgimento del ruolo di difesa aerea, l'Aeronautica Militare ha a disposizione un centinaio di Eurofighter Typhoon. Per quanto riguarda, invece, le missioni di attacco e ricognizione, ha in dotazione i Tornado, gli AMX e gli Aermacchi MB-339, a cui si sono aggiunti i nuovissimi Lockheed Martin F-35 Lightning II. Per il trasporto aereo, infine, ricorre ai C-130J Hercules, ai C-27J Spartan ed ai nuovi Boeing KC-767A, nel doppio ruolo di cargo e aerocisterna.
L'Aeronautica Militare ha in dotazione anche diversi velivoli non pilotati UAV per la ricognizione delle aree di operazioni ed è responsabile anche del soccorso aereo.
L'unità di forze speciali dell'Aeronautica Militare è il 17º Stormo incursori.

### Marina Militare

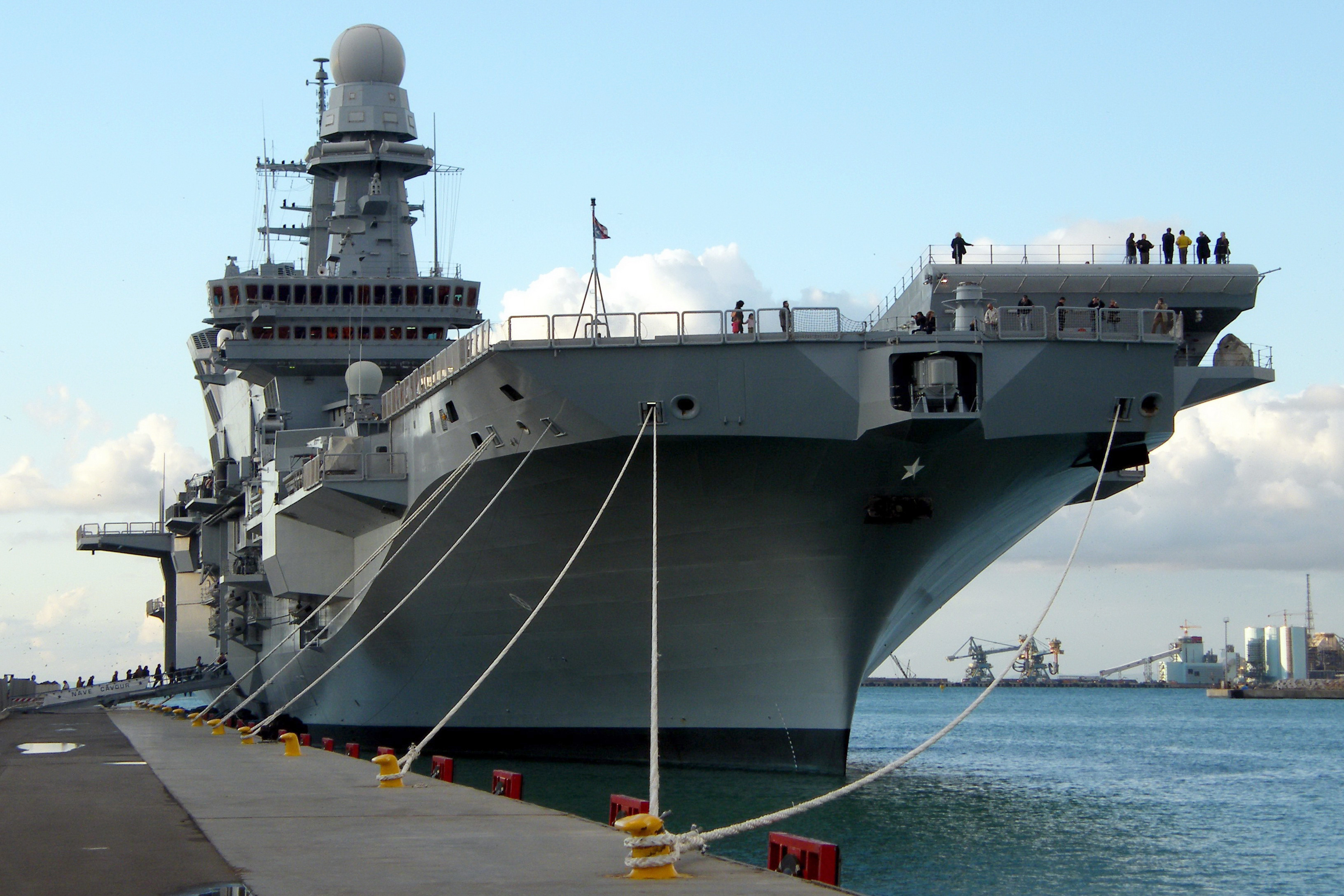
La portaerei Cavour

Nata come Regia Marina dalla fusione della Marina del Regno di Sardegna, della Real Marina del Regno delle Due Sicilie con le altre marine preunitarie, la Marina Militare contava 30.000 effettivi nel 2019. Ad essa sono affidati il controllo e la condotta delle operazioni navali nelle acque territoriali ed internazionali.
Ad essa è devoluto, inoltre, il compito di pattugliamento delle coste tramite il Corpo delle capitanerie di porto - Guardia Costiera. La sua flotta è composta da circa 75 unità principali più altre 11 navi scuola, 1 nave oceanografica, 7 navi cisterna, 2 navi per esperienze e tecnologiche, 3 navi idrografiche e oceanografiche, 5 navi servizio fari, 1 nave salvataggio, 6 navi costiere da trasporto e 32 rimorchiatori.
La Marina Militare ha una forza da sbarco, mentre l'unità di forze speciali è il G.O.I. - Gruppo Operativo Incursori del COMSUBIN - Raggruppamento subacquei ed incursori "Teseo Tesei".

### Arma dei Carabinieri
Nata nel 1814 come Corpo dei Reali Carabinieri e divenuta Arma nel 1861, l'Arma dei Carabinieri è la quarta forza armata dello Stato per data di creazione (2000) ma la prima per numero di personale (109.576 nel 2019), che in gran parte svolge però funzioni di polizia (previste per legge 118.000 unità). Corpo con funzioni di gendarmeria, ha fatto parte dell'Esercito italiano, come Arma, sino al 2000, quando il decreto legislativo 5 ottobre 2000 n. 297 l'ha elevata al rango di forza armata. Secondo tale decreto "concorre alla difesa integrata del territorio nazionale. Il concorso è definito, in accordo con il comandante generale dell'Arma, dai capi di stato maggiore di forza armata, responsabili dell'approntamento e dell'impiego dei rispettivi dispositivi di difesa" (art.5).
La dipendenza dal capo di stato maggiore della difesa riguarda però solo le funzioni di polizia militare e quelli riguardante il personale impiegato in operazioni militari fuori area. Per i rimanenti compiti di istituto, l'Arma dipende da altri dicasteri dello Stato (Ministero dell'Interno in primis) e funzionalmente da quei ministeri preso i quali operano i militari dell'organizzazione speciale dell'Arma, quali ad esempio il NAS, il NOE, i RIS, il Comando carabinieri per la tutela del patrimonio culturale ed il Comando unità per la tutela forestale, ambientale e agroalimentare. A differenza delle altre forze, al vertice non vi è un Capo di stato maggiore, ma da un comandante generale, carica comunque equipollente a quella di capo di stato maggiore. Non può però esprimere il capo di stato maggiore della difesa, incarico riservato alle altre tre forze armate.
A compiti esclusivamente militari sono dedicati circa 5.000 carabinieri (dati 2002), anche se all'assolvimento di tali compiti concorre l'intera organizzazione territoriale. All'interno di essa è presente anche un'unità facente parte del novero delle forze speciali italiane: il Gruppo Intervento Speciale (G.I.S.).

### Guardia di Finanza
La Guardia di Finanza è un corpo di polizia specializzato, a ordinamento militare, integrato nella difesa del territorio nazionale. Nata nel 1774, è una componente delle forze armate a partire dall'inizio del XX secolo. Pur se direttamente dipendente dal Ministero dell'economia e delle finanze, è funzionalmente dipendente dal Ministero della difesa per la difesa del territorio ed in in caso di guerra. Infatti nel 1907 venne esteso al corpo l'uso delle stellette a cinque punte, simbolo comune dell'appartenenza alle forze armate.

## Componenti particolari

### Spazio
Dal 2021, per agevolare il comando nelle operazioni nei 5 domini (terra, mare, cielo, spazio e cibernetico) sono state affidate ulteriori funzioni al COVI, nei settori spazio e cibernetico.
- Comando operazioni spaziali - organismo interforze delle forze armate italiane, per il coordinamento della strategia nazionale dello spazio
- Comando operazioni aerospaziali, comando intermedio per il controllo operativo dell'aerospazio (Aeronautica Militare)

### Cibernetico
- Comando per le operazioni in rete - organismo operativo interforze delle forze armate italiane, che si occupa di difendere lo spazio cibernetico italiano

### Forze speciali
Nell'ambito della forze armate sono stati nel tempo designati alcune unità per condurre operazioni speciali, coordinati dal Comando interforze operazioni forze speciali (CO.F.S.).
- Forze speciali (TIER 1);

Vi sono inoltre delle unità di supporto operativo:
- Forze per operazioni speciali (TIER 2);
- Unità di coronamento per operazioni speciali (TIER 3).

### Forze anfibie
Le forze da sbarco costituiscono la componente anfibia delle forze armate, inquadrati nella forza di proiezione dal mare.
Ne fanno parte:
- Brigata marina "San Marco" (MM)
- Reggimento lagunari "Serenissima" (EI)

### Sanità militare
Il Servizio di sanità nelle forze armate è coordinato dall'Ispettorato generale della sanità militare, un organo dello stato maggiore della difesa. Ogni forza armata ha poi un suo Corpo sanitario:
- Corpo sanitario dell'Esercito Italiano
- Corpo sanitario militare marittimo
- Corpo sanitario aeronautico
- Servizio sanitario dell'Arma dei Carabinieri

### Corpi ausiliari
Vi inoltre sono corpi militari ausiliari, per l'assolvimento di compiti di emergenza in tempo di pace e di guerra.
Composti da personale volontario, in posizione di riserva, hanno principalmente funzioni di sanità militare.

#### Il Corpo militare volontario della Croce Rossa Italiana
Il Corpo militare volontario della Croce Rossa Italiana è un corpo militare speciale volontario ausiliario delle forze armate italiane. È entrato ufficialmente nel novero delle forze armate con la concessione della bandiera di guerra avvenuta con legge 25 giugno 1985 n. 342. 
È costituito esclusivamente da personale volontario in congedo, iscritto in un ruolo unico comprensivo delle categorie direttive dei medici, dei commissari e dei farmacisti, nonché della categoria del personale di assistenza. Complessivamente si tratta di circa 19.000 in riserva e 300 in servizio attivo.
In virtù delle convenzioni di Diritto internazionale umanitario e in forza delle leggi vigenti in Italia, il Corpo Militare volontario può essere impiegato sia in tempo di pace che in tempo di guerra.
In tempo di guerra o comunque in caso di conflitto armato il Corpo militare della CRI:
- provvede allo sgombero ed alla cura dei feriti e dei malati;
- svolge i compiti di carattere sanitario ed assistenziale connessi con l'attività di difesa civile;
- gestisce le incombenze connesse con la ricerca e l'assistenza dei prigionieri di guerra, degli internati e dei dispersi, dei profughi, dei deportati e dei rifugiati.

In tempo di pace il Corpo Militare della CRI è tenuto ad attendere, secondo le direttive e sotto la vigilanza del Ministero della difesa, alla preparazione del personale, dei materiali, dei mezzi e delle strutture di pertinenza, al fine di assicurare costantemente l'efficienza dei relativi servizi in qualsiasi circostanza (artt. 10 e 11 del DPR 31 luglio 1980 n. 613).
È affiancato dal Corpo delle infermiere volontarie della Croce Rossa Italiana.

#### Il Corpo militare dell'ACISMOM
Il Corpo speciale volontario ausiliario dell'Esercito Italiano dell'Associazione dei cavalieri italiani del Sovrano militare Ordine di Malta è un corpo militare speciale ausiliario dell'Esercito italiano. Nacque il 20 marzo 1876 con la prima convenzione per la “cooperazione” con il servizio sanitario dell'esercito con l'obiettivo di provvedere all'assistenza sanitaria e spirituale dei malati e feriti in guerra. Nel 1940 venne creato il Corpo delle infermiere volontarie dell'associazione dei cavalieri italiani del sovrano militare ordine di Malta, ora in quiescenza.
Dalla fine della seconda guerra mondiale il corpo militare si è dedicato essenzialmente all'assistenza delle popolazioni colpite da catastrofi naturali e calamità, sia in Italia che in nord Africa. Dal 1991 il Corpo militare dello SMOM partecipa alle attività di polizia internazionale nei territori della ex Jugoslavia, successivamente è entrato ufficialmente nel novero dei corpi armati dello Stato con la concessione della bandiera di guerra avvenuta durante il governo D'Alema I con la legge 2 agosto 1999 n. 27.
A partire dal 2004, alcuni ufficiali medici del Corpo sono stati integrati nelle strutture sanitarie, al seguito dell'esercito italiano, presenti nei Balcani per lo svolgimento di varie operazioni umanitarie e di assistenza.

#### Ordinariato militare
L'Ordinariato militare italiano è una circoscrizione personale della Chiesa cattolica con caratteristiche peculiari. È guidato da un arcivescovo ordinario militare per l'Italia. Appartengono all'O.M.I.: i fedeli militari; i civili al servizio delle forze armate, le loro famiglie (coniuge e figli anche maggiorenni se conviventi); i parenti e le persone di servizio conviventi; gli allievi delle Scuole e delle accademie militari, i degenti, gli addetti ad ospedali militari, le case per anziani e simili; tutti i fedeli che svolgono stabilmente compiti loro affidati dall'Ordinario militare o con il suo consenso.
Il clero dell'Ordinariato militare italiano è quindi arruolato nelle forze armate e i sacerdoti sono equiparati agli ufficiali. Per meglio prestare il proprio servizio, l'Ordinariato italiano è suddiviso in sedici zone pastorali geografiche.

### Riserva militare
Ogni arma delle forze armate italiane ha una propria componente; in particolare la riserva militare è costituita - per la truppa - dalle forze di completamento volontarie; mentre per gli ufficiali e da ufficiali di complemento vi è la "riserva selezionata".

## Personale
A partire dall'unità d'Italia e sino a tutto il XX secolo, la fonte principale dell'arruolamento avveniva con l'operatività coattiva del servizio militare di leva in Italia (sulla base di quanto disposto dall'art. 52 della costituzione della Repubblica Italiana) sebbene fosse previsto anche l'arruolamento volontario. Il servizio militare femminile, esclusivamente su base volontaria, è stato introdotto con la legge delega 20 ottobre 1999, n. 380, attuata poi nel 2000.

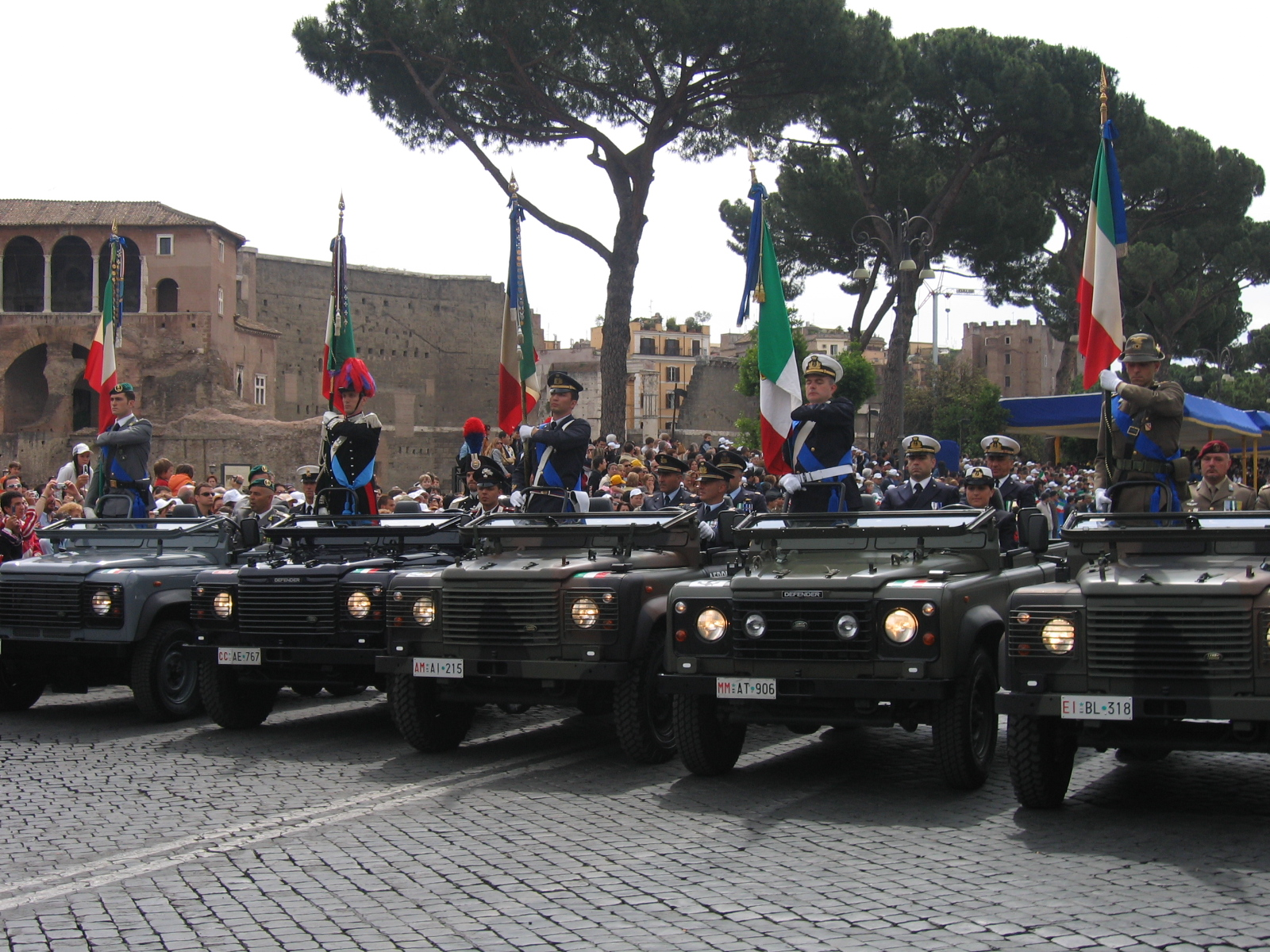
Bandiere di guerra delle forze armate e della Guardia di Finanza

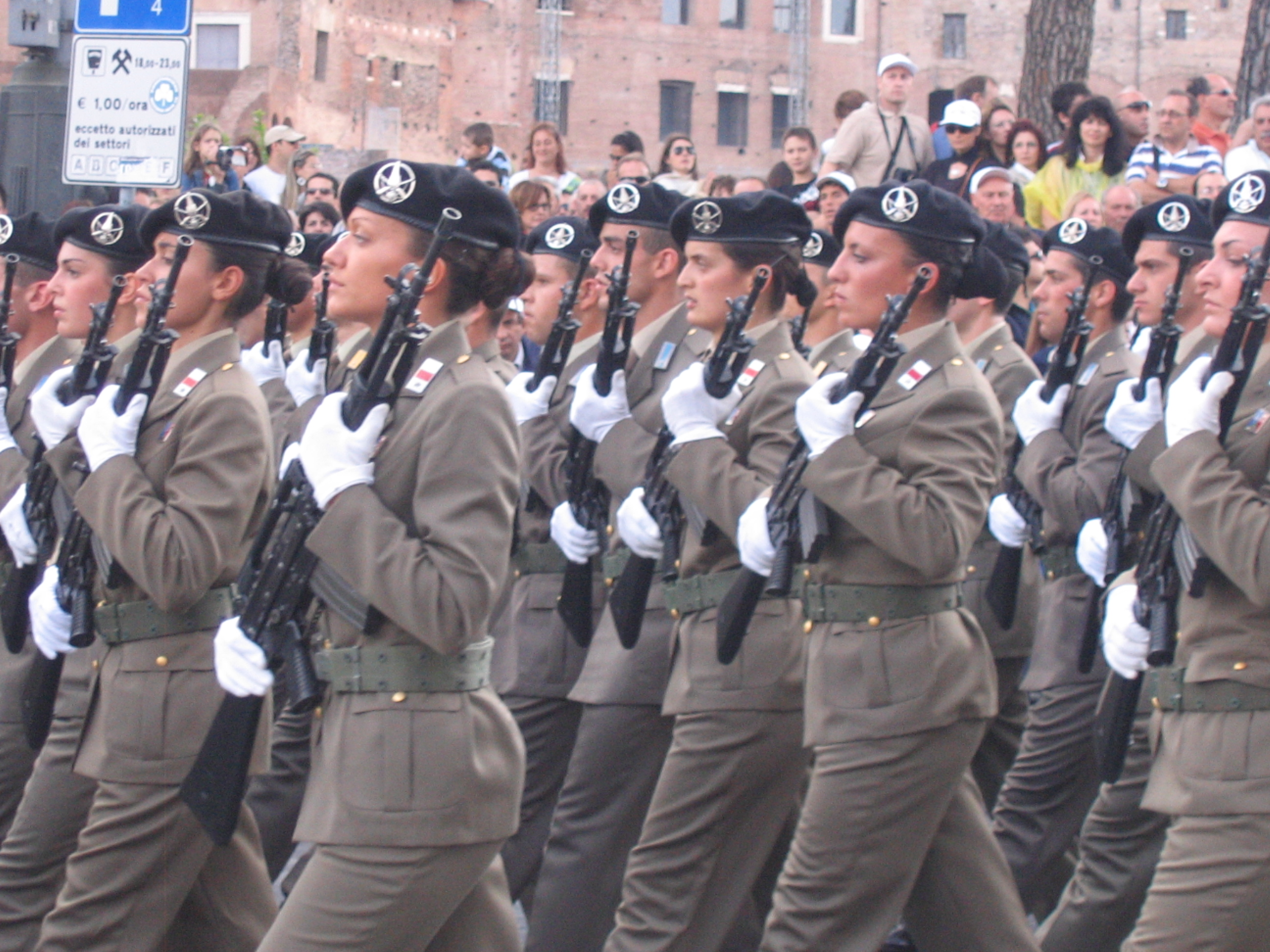
235º Reggimento fanteria "Piceno", con estese componenti femminili, in sfilata per la Festa della Repubblica Italiana il 2 giugno 2007.

Con la legge 23 agosto 2004, n. 226 - che ha determinato la sospensione alle chiamate al servizio di leva in tempo di pace - le forze armate non in tempo di guerra sono costituite soltanto da personale volontario.
Il personale è suddiviso su quattro categorie principali:
- categoria dei militari di truppa: comprende i militari di leva, gli allievi, il ruolo dei volontari in ferma iniziale (VFI) e il ruolo dei volontari in ferma prefissata triennale (VFT) nonché i ruoli ad esaurimento dei volontari in ferma prefissata di un anno (VFP1) e quello dei volontari in ferma prefissata quadriennale (VFP4);
- categoria dei graduati: ruolo dei volontari in servizio permanente (VSP) (ruolo degli appuntati e carabinieri per l'Arma dei carabinieri);
- categoria dei sottufficiali: che si distinguono in ruolo dei marescialli e ruolo dei sergenti (ruolo degli ispettori e ruolo dei sovrintendenti per l'Arma dei carabinieri);
- categoria degli ufficiali: che si distinguono in ruolo normale e ruolo speciale (ruolo normale, ruolo forestale e ruolo tecnico per l'Arma dei carabinieri);

La riserva militare italiana è invece composta dalle forze di completamento volontarie e dalla riserva selezionata.

### Reclutamento
Il reclutamento può essere obbligatorio tramite la leva militare oppure volontario; nel primo caso a chiamata diretta, nel secondo attraverso concorso pubblico. I requisiti per il reclutamento volontario sono previsti dal d.lgs. 15 marzo 2010, n. 66, il secondo è aperto sia agli uomini che alle donne.
La selezione del personale dei volontari in ferma prefissata per l'esercito italiano avviene presso i centri di selezione volontari, mentre l'addestramento viene impartito presso uno dei vari reggimenti addestramento volontari; la marina militare italiana e l'aeronautica militare italiana dispongono invece di strutture proprie. Riguardo ai concorsi per l'arruolamento della truppa, per gli VFI sono per titoli, mentre per gli VFT per titoli ed esami; riguardo ai requisiti fisici previsti, la legge 12 gennaio 2015, n. 2 ha abolito i limiti minimi di altezza, prevedendo la sua sostituzione con determinati parametri fisici di cui al d.P.R. del 15 marzo 2010 n. 90; disposizioni particolari sono tuttavia previste per alcune armi.
La norma del 2004 aveva istituito la figura dei volontari in ferma prefissata, con ferma limitata nel tempo (alla stregua degli ufficiali in ferma prefissata e degli ufficiali di complemento). Per diventare volontari in servizio permanente (VSP) è necessario aver prestato cinque anni di servizio, ossia aver sostenuto almeno una ferma come volontario in ferma prefissata di un anno (VFP1) e, successivamente, una come volontario in ferma prefissata quadriennale (VFP4). Tale sistema di ferma è stato sostituito gradualmente, così come previsto dalla legge 5 agosto 2022 n.119, da due ferme triennali successive prima come volontario in ferma prefissata iniziale (VFI) e dopo come volontario in ferma prefissata triennale (VFT).
L'accesso alla categoria dei sottufficiali è possibile tramite concorso pubblico direttamente per il grado di maresciallo, previo corso formativo presso la Scuola sottufficiali dell'Esercito, oppure per concorso interno, sia per il grado di maresciallo (riservato ai VSP ed ai sergenti) che per il grado di sergente (riservato esclusivamente ai VSP).
L'accesso alla categoria degli ufficiali è possibile tramite concorso pubblico, previo corso formativo presso le accademie militari, oppure per concorso interno riservato a talune categorie.
È inoltre possibile partecipare ai concorsi a nomina diretta sia per ufficiali che per marescialli, riservato a giovani laureati in talune materie oggetto di specifici concorsi.
Tutti gli appartenenti alle forze armate italiane sono inoltre tenuti a prestare giuramento militare all'atto di assunzione del servizio. Infine, il codice dell'ordinamento militare prevede - in alcuni casi - anche l'arruolamento diretto di civili, ma solo nei casi e ipotesi previste espressamente dalla legge e fermo restando i limiti d'età.

### Dipendenza gerarchica
A parte la tradizionale gerarchia militare italiana, gli appartenenti alle forze armate possono essere utilizzati, per la sorveglianza di obiettivi istituzionali e di altri ritenuti sensibili, in tal caso sono posti a disposizione dei prefetti, da parte delle autorità militari. Elementi delle forze armate possono poi, in determinate situazioni, trovarsi alle dipendenze di autorità diverse da quelle militari: così il personale dell'Arma dei Carabinieri talora può essere impiegato in attività alle dipendenze dell'autorità di pubblica sicurezza ovvero dalla magistratura (in particolare delle procure della Repubblica), ovvero dei titolari di ambasciata italiana all'estero. Oppure, il personale del Corpo delle capitanerie di porto - Guardia costiera quando opera alle dipendenze del Ministero delle infrastrutture e dei trasporti nell'esercizio delle funzioni amministrative attinenti alla navigazione ed al traffico marittimo.
Altra situazione è quella nella quale si trovano i militari quando impiegati in ruolo di ordine pubblico o pubblica sicurezza alle dipendenze di forze di polizia. In tal caso, limitatamente al periodo ed alle condizioni di impiego, i militari, che devono essere sempre affiancati da appartenenti all'Arma dei Carabinieri, alla Guardia di Finanza o alla Polizia di Stato, assumono anche la funzione (che normalmente non ricoprono) di agente di pubblica sicurezza.

### Stato giuridico
Lo stato giuridico di militare è riferito a fonti normative di vario livello che definiscono:
- le modalità di arruolamento;
- lo stato giuridico;
- le procedure di impiego;
- le modalità di avanzamento di carriera;
- la cessazione dalla ferma, l'eventuale congedo e le altre cause di perdita dello stato di militare (come, ad esempio, nel caso di rimozione del grado).

Per quanto concerne lo stato giuridico, il concetto di "posizione di stato" definisce la situazione di servizio in cui il militare si trova.
In particolare, il militare è inquadrato in una delle seguenti categorie di stato giuridico e in una delle sotto inquadrate posizioni di stato giuridico:
- militari in servizio permanente: servizio permanente effettivo, servizio permanente a disposizione, sospensione dall'impiego, aspettativa;
- militari in servizio temporaneo: servizio attivo alle armi, sospensione dal servizio;
- militari in congedo: ausiliaria, complemento, congedo illimitato, riserva, riserva di complemento, congedo assoluto

I soggetti nella categoria dei militari in servizio permanente e in servizio temporaneo possiedono lo status di "militare" e sono soggetti ai codici penali militari ed al regolamento di disciplina mentre, il personale in congedo, sebbene non sia più tenuti agli obblighi del servizio attivo o soggetto ai codici penali, è comunque tenuto al rispetto di taluni aspetti della disciplina militare (come ad esempio l'obbligo di riservatezza) e, altresì, conservano il grado e dell'uniforme, che può essere indossata in base alle disposizioni di legge o della forza armata di originaria appartenenza.
Per tutto il personale in servizio, la legge pone alcuni limiti derivanti dallo status di militare; infatti, essi non possono unirsi in associazioni professionali di carattere sindacale diverse da quelle tra militari e non hanno diritto di sciopero; inoltre, la legge prevede alcune limitazioni alla loro libertà di espressione, di associazione e di movimento. Tra i loro doveri, essi sono tenuti a prestare giuramento militare di fedeltà alla Repubblica Italiana, impegnandosi a osservarne le leggi e a difendere la costituzione della Repubblica Italiana. Tutti i militari, con meno di dodici mesi di servizio e se non diversamente autorizzati, sono tenuti a trascorrere la notte presso la località della sede di servizio.
Al personale militare può esser inoltre imposto di sottoporsi a somministrazione vaccinale per esigenze di profilassi per esigenze nazionali o per l'impiego in operazioni all'estero; infine, in tema di rappresentanza, vigono particolari disposizioni, relative all'istituto della rappresentanza militare (istituto in via di soppressione e sostituito dalle associazioni sindacali (legge 28 aprile 2022 n.46).
A tutto il personale è rilasciata la Carta multiservizi della Difesa, che funge da documento di riconoscimento in Italia.
L'avanzamento di carriera, nell'ambito del proprio ruolo, avviene diversamente a seconda del ruolo e del grado, e può essere ad anzianità o a scelta (con valutazione e a numero chiuso), previa valutazione di idoneità da parte di apposite commissioni.
Il transito da un ruolo/categoria inferiore ad un ruolo/categoria superiore avviene per concorso interno.
I concorsi per l'accesso ai gradi iniziali di taluni ruoli e categorie delle Forze Armate sono aperti ai cittadini italiani per concorso pubblico
I militari sono tenuti a rispettare le norme ed i principi dell'etica militare italiana e sono sottoposti alla disciplina militare, mentre la giurisdizione su di essi è competenza dell'ordinamento giudiziario militare italiano.
Ai sensi del decreto legge 23 maggio 2008 n. 92 (Misure urgenti in materia di sicurezza pubblica) - convertito in legge 24 luglio 2008, n. 125 - è possibile attribuire, agli appartenenti alle forze armate italiane impegnati in operazioni di tutela dell'ordine pubblico e contrasto alla microcriminalità, la qualifica di agente di pubblica sicurezza con l'attribuzione delle facoltà di cui all'art. 4 della legge 22 maggio 1975, n. 152 (legge Reale).

### Mobilità
Il personale appartenente ai ruoli delle forze armate può essere trasferito "d'autorità" (ovverosia d'ufficio) oppure "a domanda". Quanto alla prima ipotesi, al personale trasferito spetta l'indennità di missione e gli importi accessori (indennità di prima sistemazione e rimborsi spese) già previsti in favore dei magistrati ordinari trasferiti ad altro ufficio, ma per la cui fruizione sono necessari:
- l'ordinarietà delle mansioni;
- la natura autoritaria di tale provvedimento, disposto dall'amministrazione (e non su domanda dell'interessato);
- il fatto che non siano trascorsi quattro anni di permanenza nella sede da cui si viene trasferiti.[40]

Infine, al personale trasferito "d'autorità" spetta apposita indennità solo se sussista il requisito generale della distanza minima, non inferiore ai 10 km tra la sede di provenienza e quella di destinazione.
Quanto alla seconda ipotesi lo Stato maggiore dell'Esercito, con circolare del 16/3/2004 n. 1940/07/PIC-100, (che sostituisce le precedenti) ha disciplinato le istanze di avvicendamento reciproco, mediante trasferimenti a domanda, con altra unità di personale; l'istituto si applica però esclusivamente appartenente al ruolo degli Volontari in servizio permanente ed abbia maturato almeno 2 anni di servizio presso l'ente nel quale sia impiegato. Infine, il personale militare che perda i requisiti richiesti dalla legge può essere ricollocato nei ruoli civili del Ministero della difesa.

### Gradi militari
Il segno distintivo che caratterizza in modo univoco il personale militare italiano, anche ai fini dell'applicazione del diritto internazionale umanitario, è la stella a cinque punte, che viene indossata su tutti gli indumenti di ordinanza; tale segno distintivo è applicato anche sulla prua delle navi militari. Il militare mantiene il grado conseguito durante il servizio effettivo per tutta la vita. Nel caso in cui, però, si trovi in posizione di quiescenza o ausiliaria, il militare è tenuto a specificarlo quando si presenti utilizzando il grado. Ecco una tabella riassuntiva e comparativa dei gradi militari:
| Scala gerarchica dei gradi delle forze armate italiane                                                | Scala gerarchica dei gradi delle forze armate italiane | Scala gerarchica dei gradi delle forze armate italiane | Scala gerarchica dei gradi delle forze armate italiane | Scala gerarchica dei gradi delle forze armate italiane         |
| Categoria/Ruolo                                                                                       | Esercito Italiano                                      | Marina Militare                                        | Aeronautica Militare                                   | Arma dei Carabinieri                                           |
| --- | ------------------------------------------------------ | ------------------------------------------------------ | ------------------------------------------------------ | -------------------------------------------------------------- |
| categoria degli ufficiali (ufficiali generali e ammiragli)                                            | generale                                               | ammiraglio                                             | generale                                               | grado equivalente non previsto                                 |
| categoria degli ufficiali (ufficiali generali e ammiragli)                                            | generale di corpo d'armata con incarichi speciali      | ammiraglio di squadra con incarichi speciali           | generale di squadra aerea con incarichi speciali       | generale di corpo d'armata con incarico di comandante generale |
| categoria degli ufficiali (ufficiali generali e ammiragli)                                            | generale di corpo d'armata                             | ammiraglio di squadra                                  | generale di squadra aerea                              | generale di corpo d'armata                                     |
| categoria degli ufficiali (ufficiali generali e ammiragli)                                            | generale di divisione                                  | ammiraglio di divisione                                | generale di divisione                                  | generale di divisione                                          |
| categoria degli ufficiali (ufficiali generali e ammiragli)                                            | generale di brigata                                    | contrammiraglio                                        | generale di brigata aerea                              | generale di brigata                                            |
| categoria degli ufficiali (ufficiali superiori)                                                       | colonnello                                             | capitano di vascello                                   | colonnello                                             | colonnello                                                     |
| categoria degli ufficiali (ufficiali superiori)                                                       | tenente colonnello                                     | capitano di fregata                                    | tenente colonnello                                     | tenente colonnello                                             |
| categoria degli ufficiali (ufficiali superiori)                                                       | maggiore                                               | capitano di corvetta                                   | maggiore                                               | maggiore                                                       |
| categoria degli ufficiali (ufficiali inferiori)                                                       | primo capitano                                         | primo tenente di vascello                              | primo capitano                                         | primo capitano                                                 |
| categoria degli ufficiali (ufficiali inferiori)                                                       | capitano                                               | tenente di vascello                                    | capitano                                               | capitano                                                       |
| categoria degli ufficiali (ufficiali inferiori)                                                       | tenente                                                | sottotenente di vascello                               | tenente                                                | tenente                                                        |
| categoria degli ufficiali (ufficiali inferiori)                                                       | sottotenente                                           | guardiamarina                                          | sottotenente                                           | sottotenente                                                   |
| categoria dei sottufficiali ruolo dei marescialli ruolo degli ispettori                               | primo luogotenente                                     | primo luogotenente                                     | primo luogotenente                                     | luogotenente carica speciale                                   |
| categoria dei sottufficiali ruolo dei marescialli ruolo degli ispettori                               | luogotenente                                           | luogotenente                                           | luogotenente                                           | luogotenente                                                   |
| categoria dei sottufficiali ruolo dei marescialli ruolo degli ispettori                               | primo maresciallo                                      | primo maresciallo                                      | primo maresciallo                                      | maresciallo maggiore                                           |
| categoria dei sottufficiali ruolo dei marescialli ruolo degli ispettori                               | maresciallo capo                                       | capo di prima classe                                   | maresciallo di prima classe                            | maresciallo capo                                               |
| categoria dei sottufficiali ruolo dei marescialli ruolo degli ispettori                               | maresciallo ordinario                                  | capo di seconda classe                                 | maresciallo di seconda classe                          | maresciallo ordinario                                          |
| categoria dei sottufficiali ruolo dei marescialli ruolo degli ispettori                               | maresciallo                                            | capo di terza classe                                   | maresciallo di terza classe                            | maresciallo                                                    |
| categoria dei sottufficiali ruolo dei sergenti ruolo dei sovrintendenti                               | sergente maggiore aiutante                             | secondo capo aiutante                                  | sergente maggiore aiutante                             | brigadiere capo qualifica speciale                             |
| categoria dei sottufficiali ruolo dei sergenti ruolo dei sovrintendenti                               | sergente maggiore capo                                 | secondo capo scelto                                    | sergente maggiore capo                                 | brigadiere capo                                                |
| categoria dei sottufficiali ruolo dei sergenti ruolo dei sovrintendenti                               | sergente maggiore                                      | secondo capo                                           | sergente maggiore                                      | brigadiere                                                     |
| categoria dei sottufficiali ruolo dei sergenti ruolo dei sovrintendenti                               | sergente                                               | sergente                                               | sergente                                               | vice brigadiere                                                |
| categoria dei graduati ruolo dei volontari in servizio permanente ruolo degli appuntati e carabinieri | graduato aiutante                                      | sottocapo aiutante                                     | graduato aiutante                                      | appuntato scelto Qualifica Speciale                            |
| categoria dei graduati ruolo dei volontari in servizio permanente ruolo degli appuntati e carabinieri | primo graduato                                         | sottocapo scelto                                       | primo graduato                                         | appuntato scelto                                               |
| categoria dei graduati ruolo dei volontari in servizio permanente ruolo degli appuntati e carabinieri | graduato capo                                          | sottocapo di prima classe                              | primo aviere capo                                      | appuntato                                                      |
| categoria dei graduati ruolo dei volontari in servizio permanente ruolo degli appuntati e carabinieri | graduato scelto                                        | sottocapo di seconda classe                            | primo aviere scelto                                    | carabiniere scelto                                             |
| categoria dei graduati ruolo dei volontari in servizio permanente ruolo degli appuntati e carabinieri | graduato                                               | sottocapo di terza classe                              | aviere capo                                            | carabiniere                                                    |
| categoria dei militari di truppa ruoli dei volontari in ferma prefissata allievi militari di leva     | caporale maggiore                                      | comune scelto                                          | primo aviere                                           | I VFP non sono previsti nell'Arma dei Carabinieri              |
| categoria dei militari di truppa ruoli dei volontari in ferma prefissata allievi militari di leva     | caporale                                               | comune di prima classe                                 | aviere scelto                                          | I VFP non sono previsti nell'Arma dei Carabinieri              |
| categoria dei militari di truppa ruoli dei volontari in ferma prefissata allievi militari di leva     | soldato                                                | comune di seconda classe                               | aviere                                                 | I VFP non sono previsti nell'Arma dei Carabinieri              |
| categoria dei militari di truppa ruoli dei volontari in ferma prefissata allievi militari di leva     | allievo                                                | allievo                                                | allievo                                                | allievo carabiniere                                            |

## Spesa per la difesa italiana
Nel Documento programmatico difesa 2014-2016, come da prassi consolidata del Ministero della difesa, si pone attenzione nel separare le principali tipologie di spesa. Quelle a funzioni puramente militari, sono accomunate sotto la voce "Funzione difesa". Quelle dell'Arma dei Carabinieri sotto la voce "Funzione sicurezza del territorio". Le restanti voci sotto "Funzioni esterne" (a titolo di esempio il rifornimento idrico delle isole).
La tabella sottostante riporta in milioni di euro i dati delle leggi di bilancio relative. Non sono comprese le spese straordinarie per le missioni, e soprattutto i contributi (non irrilevanti) del Ministero dello sviluppo a programmi di sviluppo italiani di tipo militare.
| Tipologia                       | 2009   | 2014   | 2015   | 2016   |
| ------------------------------- | ------ | ------ | ------ | ------ |
| Funzione Difesa                 | 14.339 | 14.076 | 13.186 | 13.360 |
| Funzione Sicurezza Territorio   | 5.592  | 5.687  | 5.649  | 6.090  |
| Funzioni Esterne                | 116    | 99     | 97     | 117    |
| Pensioni provvisorie Ausiliaria | ?      | 449    | 483    | 413    |
| Totale Ministero                | ?      | 20.312 | 19.371 | 19.961 |

Il dato delle pensioni provvisorie per l'anno 2009 non è riportato, ma per il 2012 assommavano a 356: in due anni sono quindi aumentate del 26%.
Un altro dato che viene enfatizzato è la suddivisione della Funzione difesa nei tre aspetti principali, come consuetudine nei bilanci militari internazionali.
| Suddivisione Funzione Difesa | 2009  | 2014  | 2015  | 2016  |
| ---------------------------- | ----- | ----- | ----- | ----- |
| Personale                    | 9.566 | 9.511 | 9.663 | 9.907 |
| % su funzione Difesa         | 66%   | 68%   | 72%   | 74%   |
| Esercizio                    | 1.888 | 1.344 | 1.149 | 1.257 |
| % su funzione Difesa         | 13%   | 10%   | 8%    | 9%    |
| Investimento                 | 2.885 | 3.220 | 2.372 | 2.176 |
| % su funzione Difesa         | 20%   | 23%   | 18%   | 16%   |

Il Documento programmatico difesa 2014-2016 afferma inoltre che:

## Operazioni

### Sul territorio italiano
Le forze armate italiane vengono impiegate nel territorio italiano per far fronte a situazioni particolari (come ad esempio il terremoto dell'Aquila del 2009) o per aiutare le forze di polizia italiane nel mantenimento dell'ordine pubblico e della pubblica sicurezza (come nel caso ad esempio dell'Operazione Forza Paris e dell'Operazione Vespri siciliani).
| Missioni terminate       |                                           | |                    |                                              |
| Nome missione            | Durata intervento                         | Luogo | Unità partecipante | Militari impiegati                           |
| Operazione Strade pulite | 10 Giugno 2008 - 29 Aprile 2013           | Campania | EI                 | ~ 400                                        |
| Operazione Giotto 2009   | prima del G8 dell'Aquila - 11 luglio 2009 | principalmente L'Aquila | EI, AM, MM         | ~ 2.500                                      |
| Operazione Gran Sasso    | 6 aprile 2009 - 31 ottobre 2010           | Abruzzo | EI,                | ~ 1.300                                      |
| Missioni in corso        |                                           | |                    |                                              |
| Nome missione            | Inizio                                    | Luogo | Unità partecipante | Militari impiegati                           |
| Operazione Strade sicure | 4 agosto 2008                             | Centri di prima accoglienza, Roma, Milano, Napoli, Bologna, Crotone, Padova, Verona, Bari, Torino, Palermo, Catania, provincia di Caserta, Catanzaro | EI,                | inizialmente 3.000, dal 1º luglio 2009 4.250 |

### Ambito internazionale
Dal secondo dopoguerra le forze armate italiane sono state impegnate, prevalentemente sotto l'egida dell'Unione europea, in operazioni di tipo PSO (peace support operations). Fra esse, da citare quelle di peace enforcement, attuate secondo il cap. VII della carta delle Nazioni Unite, e quelle di peacekeeping, previste, invece, nel cap. VI della stessa carta.
Dal 1952 ad oggi sono più di 100 i militari italiani caduti in missione di pace, nell'adempimento del loro dovere durante operazioni che si svolgevano fuori dai confini nazionali. Al 2010, le forze armate italiane partecipavano a 30 missioni che si svolgono in 20 paesi del mondo situati in quattro continenti. sempre secondo i dati relativi allo stesso anno, i militari italiani impegnati nelle missioni all'estero ammontavano a 7.811 unità.

### Nell'ambito dell'ONU
| Missioni in corso       |                                                                           |                                 |                                  |                                |
| Nome missione           | Inizio intervento italiano                                                | Luogo                           | Unità partecipante               | Militari impiegati             |
| UNTSO                   | 1958                                                                      | Israele, Egitto, Siria e Libano | EI                               | 8                              |
| UNMOGIP                 | 1959                                                                      | Confine indo-pakistano          | ?                                | 8                              |
| MINURSO                 | 1991                                                                      | Sahara Occidentale              | EI                               | 5                              |
| UNFICYP                 | luglio 2005                                                               | Cipro                           | CC                               | 4                              |
| UNAMID                  | maggio 2008                                                               | Sudan                           | ?                                | 3                              |
| Missioni terminate      |                                                                           |                                 |                                  |                                |
| Nome missione           | Durata intervento italiano                                                | Luogo                           | Unità partecipante               | Militari impiegati             |
| UNIKOM                  | aprile 1991 - 6 ottobre 2003                                              | Confine fra Iraq e Kuwait       | ?                                | 1                              |
| UNMIBH                  | 21 dicembre 1995 - 31 dicembre 2002                                       | Bosnia-Erzegovina               | ?                                | 22                             |
| UNMIK                   | giugno 1999 - 29 gennaio 2009                                             | Kosovo                          | ?, GdF, PS                       | ?                              |
| UNMEE                   | 31 luglio 2000 - dicembre 2005                                            | Etiopia ed Eritrea              | AM e MM (fino dicembre 2002), CC | Prima 140, poi 65 ed infine 25 |
| UNOWA                   | novembre 2004 - novembre 2005                                             | Dakar                           | EI                               | 1                              |
| UNMIS (operazione Nilo) | 24 marzo 2005 - 5 luglio 2005 (osservatori rimasti fino al 5 luglio 2006) | Khartum, Sudan                  | ?                                | ~ 210                          |
| Operazione White Crane  | 19 gennaio 2010 - ?                                                       | Muggiano, Civitavecchia, Haiti  | EI, MM, AM, CC, C.R.I.           | ~ 900                          |
| Operazione Caravella    | 25 maggio 2010 - ?                                                        | Port-au-Prince, Haiti           | CC, AM, EI                       | 110                            |

### Nell'ambito della NATO
| Missioni in corso            |                                     |                          |                                    |                                                                                  |
| Nome missione                | Inizio intervento italiano          | Luogo                    | Unità partecipante                 | Militari impiegati                                                               |
| Operazione Active Endeavour  | ottobre 2001                        | Mar Mediterraneo         | MM                                 | 85                                                                               |
| Nato Training Mission Iraq   | agosto 2004                         | Iraq                     | EI, CC                             | 73                                                                               |
| Operazione Joint Enterprise  | aprile 2005                         | Balcani                  | EI, AM, MM, CC, CM C.R.I., EI-SMOM | 1.125 (comprensivo della missione EULEX e del NATO Security Force Training Plan) |
| Operazione Ocean Shield      | agosto 2009                         | Somalia                  | MM                                 | 271 (comprensivo dell'EUNAVFOR Atalanta)                                         |
| Operazione Unified Protector | marzo 2011                          | Libia e mar Mediterraneo | MM, AM                             | 12 velivoli e 4 navi                                                             |
| Missioni terminate           |                                     |                          |                                    |                                                                                  |
| Nome missione                | Durata intervento italiano          | Luogo                    | Unità partecipante                 | Militari impiegati                                                               |
| MONUC                        | 24 febbraio 2000 - ?                | ?                        | ?                                  |                                                                                  |
| ISAF                         | 20 dicembre 2001 - 28 dicembre 2014 | Afghanistan              | EI, AM, MM, CC, CM C.R.I., EI-SMOM | 3.790 (comprensivo della missione EUPOL Afghanistan)                             |
| Operazione Allied Harmony    | 15 dicembre 2002 - 31 marzo 2003    | Repubblica di Macedonia  | ?                                  | 42                                                                               |
| Operazione Sparviero         | 9 ottobre - 6 novembre 2004         | Afghanistan              | EI                                 | ~ 500                                                                            |
| Operazione Indus             | 20 novembre 2005 - 1º febbraio 2006 | Kashmir pakistano        | AM, EI                             | ~ 250                                                                            |

### Nell'ambito dell'UE
| Missioni in corso          |                                    |                                             |                                                       | |
| Nome missione              | Inizio intervento italiano         | Luogo                                       | Unità partecipante                                    | Militari impiegati                                                                                                   |
| EUPM                       | gennaio 2003                       | Bosnia ed Erzegovina                        | CC, PdS, personale del Ministero della giustizia      | 13 |
| EU BAM Rafah               | novembre 2005                      | Striscia di Gaza                            | CC, GdF (dalla seconda metà del 2007)                 | 1 |
| UNIFIL - operazione Leonte | settembre 2006                     | Libano                                      | EI, CC, MM                                            | 1.780 |
| EUPOL RD Congo             | giugno 2007                        | RDC                                         | CC                                                    | 4 |
| EULEX                      | febbraio 2008                      | Kosovo                                      | CC, GdF, personale del Ministero della Giustizia, PdS | 1.125 (comprensivo della forza impiegata nell'operazione Joint Enterprise e della NATO Security Force Training Plan) |
| EUMM Georgia               | settembre 2008                     | Georgia                                     | MM                                                    | 15 |
| EUNAVFOR Atalanta          | dicembre 2008                      | Somalia                                     | MM                                                    | 271 (comprensivo dell'operazione Ocean Shield)                                                                       |
| EUTM Somalia               | gennaio 2010                       | Uganda e Kenya                              | ?                                                     | 19 |
| Missioni terminate         |                                    |                                             |                                                       | |
| Nome missione              | Durata intervento italiano         | Luogo                                       | Unità partecipante                                    | Militari impiegati                                                                                                   |
| Operazione Joint Forge     | 24 aprile 1998 - 2 dicembre 2004   | Bosnia-Erzegovina                           | EI, CC                                                | ~ 1.140 |
| EUMM Balcani               | 1º gennaio 2001 - 18 ottobre 2006  | Balcani                                     | EI                                                    | ? |
| Processo di pace in Sudan  | 18 luglio 2002 - 10 agosto 2005    | Sudan                                       | EI, ?                                                 | 6 (2 sotto mandato ONU)                                                                                              |
| EUFOR Concordia            | 1º aprile - 15 dicembre 2003       | Repubblica di Macedonia                     | ?                                                     | ? |
| EUFOR Althea               | 2 dicembre 2004 - 21 dicembre 2010 | Bosnia ed Erzegovina                        | EI, CC                                                | ? |
| EUPOL Afghanistan          | giugno 2007 - dicembre 2016        | Afghanistan                                 | GdF                                                   | 3.790 (comprensivo della forza ISAF)                                                                                 |
| EUPOL Kinshasa             | 7 aprile 2005 - 30 giugno 2007     | Kasangulu, Repubblica Democratica del Congo | CC                                                    | 4 |
| AMIS II                    | luglio 2005 - dicembre 2007        | Darfur                                      | ?                                                     | 4 |
| EUPAT                      | 14 dicembre 2005 - 14 giugno 2006  | Repubblica di Macedonia                     | CC, PdS                                               | ? |
| EUFOR Congo                | 17 luglio - 30 novembre 2006       | Repubblica Democratica del Congo            | AM, CC                                                | ~ 65 |
| Operazione Nicole          | 25 settembre 2007 - 15 marzo 2009  | Ciad e Repubblica Centrafricana             | ?                                                     | 105 |

### Missioni multinazionali
| Missioni in corso           |                                  |                  |                    |                    |
| Nome missione               | Inizio intervento italiano       | Luogo            | Unità partecipante | Militari impiegati |
| MFO                         | 1982                             | Egitto e Israele | MM                 | 81                 |
| TIPH 2                      | 1996                             | Hebron           | CC                 | 13                 |
| Missioni terminate          |                                  |                  |                    |                    |
| Nome missione               | Durata intervento italiano       | Luogo            | Unità partecipante | Militari impiegati |
| MFL                         | 21 agosto 1982 - 6 marzo 1984    | Libano           | EI, MM             | 2300               |
| Operazione Enduring Freedom | 7 ottobre 2001 - 3 dicembre 2006 | Mar Arabico      | MM                 | 380                |
| Operazione Nibbio           | marzo - settembre 2003           | Khowst           | EI, CC, AM         | ~ 1.000            |
| Operazione Antica Babilonia | agosto 2003 - 1º dicembre 2006   | Iraq             | EI, AM, MM, CC     | ~ 3.200            |
| Operazione Mare Sicuro      | 6 agosto - 25 novembre 2005      | Corno d'Africa   | MM                 | ~ 180              |

### Missioni nazionali
Per missioni nazionali si intendono quelle operazioni oltremare frutto di accordi bilaterali fra l'Italia ed i beneficiari dell'attività.
| Missioni in corso                                        |                                   |         |                    | |
| Nome missione                                            | Inizio intervento italiano        | Luogo   | Unità partecipante | Militari impiegati |
| Delegazione Italiana Esperti (DIE)                       | agosto 1997                       | Albania | EI, CC             | 27 |
| Missione Italiana di Assistenza Tecnico-Militare (MIATM) | 1988                              | Malta   | EI, MM, AM, CC     | 35 |
| Missioni terminate                                       |                                   |         |                    | |
| Nome missione                                            | Durata intervento italiano        | Luogo   | Unità partecipante | Militari impiegati |
| Operazione Albania 2                                     | 15 aprile 1997 - 25 febbraio 2009 | Albania | MM                 | ? |
| Operazione ALBIT                                         | 16 marzo 2000 - ?                 | Albania | AM                 | ? |
| ATTUALI MISSIONI DI “STATE BUILDING”                     | 16 ottobre 1997                   | Albania | G di F             | 32 militari e 3 unità navali,                                                                                         |
| ATTUALI MISSIONI DI “STATE BUILDING”                     | 20 maggio 2009                    | Libia   | G di F             | 10 militari del Corpo (di cui un Ufficiale), tre unità navali della Guardia di Finanza cedute in proprietà alla Libia |

## Dati sugli organici
Dopo la caduta del muro di Berlino nel 1989, a partire dagli anni '90 si è avviato un processo di ridimensionamento e di riqualificazione del personale militare. Le tre armi (escludendo quindi l'Arma dei Carabinieri e la Guardia di Finanza) ammontavano complessivamente a circa 350.000 unità nel 1990. Agli inizi degli anni 2000 si è quindi passati per le 3 forze armate a un organico di circa 250.000 unità. con un modello misto volontari/leva. Il Libro Bianco della Difesa 2002 ha ridotto ulteriormente il personale prevedendo il passaggio ad un modello di soli volontari/professionisti per un totale delle 3 forze armate previsto di 190.000 unità. La riforma promossa nel 2012 da Giampaolo Di Paola - ministro della difesa durante il governo Monti - ha previsto un'ulteriore diminuzione del personale militare delle 3 forze armate a 150.000 unità. Tuttavia nel 2014 la situazione reale vede circa 53.000 marescialli su un totale di circa 174.000 unità (anche se il citato Libro Bianco poneva il 2020 come traguardo in cui riordinare la categoria). Ecco una tabella riassuntiva del personale in servizio al 2014 (escludendo allievi delle scuole militari):
| Categoria         | Libro Bianco 2002 | Consistenza reale 2014 | Differenza % |
| ----------------- | ----------------- | ---------------------- | ------------ |
| Ufficiali         | 22.250            | 22.554                 | + 1%         |
| Ruolo marescialli | 25.000            | 52.756                 | + 111%       |
| Ruolo sergenti    | 38.500            | 17.268                 | - 45%        |
| Graduati e Truppa | 104.000           | 81.465                 | - 22%        |
| Totale            | 190.000           | 174.043                | - 9%         |

Sempre per quel che riguarda il 2014 la situazione reale (non a pianta organica) del personale militare, diviso per arma per un totale delle 3 forze armate, ammonta a circa 174.000 unità (circa 337.000 sommando anche Carabinieri e Guardia di Finanza). Nello specifico:
| 29.171 |

| 103.020 |

| 40.121 |

| 164.553 |

| 2.263 |

| 339.128 |

## Decorazioni e onorificenze
La Repubblica Italiana ha diverse onorificenze e decorazioni, divise a loro volta in varie classi o gradi. Quelle più importanti per le forze armate italiane sono le decorazioni al Valor militare, che includono la Medaglia d'oro al valor militare (massimo riconoscimento finora ottenuto da 2.136 persone), d'argento, di bronzo e la Croce di guerra al valor militare. Per operazioni militari, anche in tempo di pace, a unità delle forze armate nazionali o a singoli militari può essere conferito l'Ordine militare d'Italia.
Le singole forze armate e la Guardia di Finanza poi hanno decorazioni al valore conferibili unicamente al proprio personale: si tratta della Medaglia al valore di Marina, della Medaglia al valore dell'esercito, della Medaglia al valore aeronautico, della Medaglia al valore dell'Arma dei Carabinieri e della Medaglia al Valore della Guardia di Finanza.
L'onorificenza più alta di cui può essere insignito un cittadino italiano (e quindi anche un militare) è l'Ordine al merito della Repubblica Italiana.

## Festività

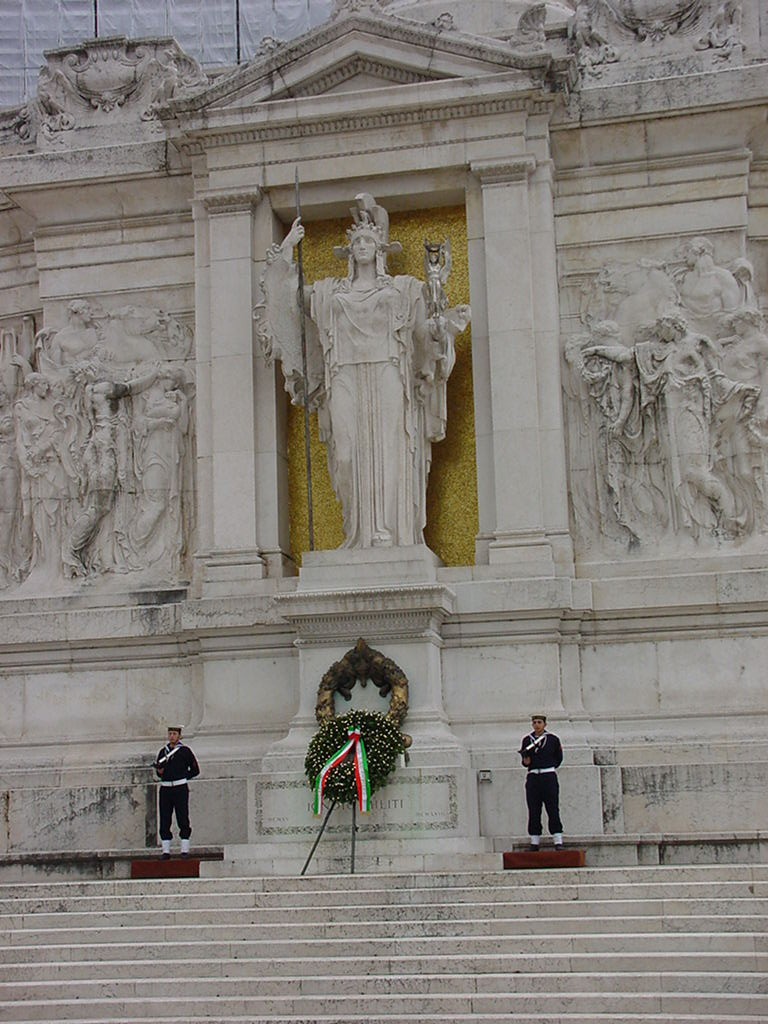
Roma, Vittoriano: tomba del Milite Ignoto

Il 4 novembre è la festa delle forze armate a ricordo della data di emissione del "Bollettino della Vittoria" con il quale venne annunciata nel 1918 la resa dell'Impero austro-ungarico all'Italia che poneva fine alla prima guerra mondiale.
Il 2 giugno, in occasione della Festa della Repubblica, si tiene tradizionalmente una parata militare a Roma, nel corso della quale reparti delle diverse forze armate sfilano, lungo via dei Fori Imperiali, alla presenza del Presidente della Repubblica.
A Roma, presso l'Altare della Patria, si trova la tomba del Milite Ignoto, tomba simbolica per tutti i caduti delle forze armate, soggetta a sorveglianza perenne. La tomba conserva i resti di un caduto della Grande Guerra.